# Ar Brezhoneg er Skol
Ar Brezhoneg er Skol és una associació militant per l'ensenyament del bretó a l'escola.

## Origen
Yann Fouéré el fou el fundador i la dirigí del 1934 al 1945. El 1934, 346 municipis bretons adoptaren el manifest d'Ar Brezhoneg er Skol proposat per Yann Fouéré, en favor de l'ensenyament del bretó.

## Associació
Aquesta associació manté una aparença de neutralitat total, ni de dretes, ni d'esquerra, ni clerical ni anticlerical, però és partidària de l'obertura d'escoles laiques en bretó per la senzilla raó que les escoles i col·legis catòlics sobreviuen automàticament; té les assemblees generals al mateix temps que les del Gorsedd bretó.

## Sao Breiz
Molts membres d'aquesta organització participaren el 1940, en la fundació de Sao Breiz, els bretons de la França Lliure. Alhora M. de Cadenet elaborà amb alguns companys, un projecte d'estatut proposant un cert nombre de llibertats polítiques a la Bretanya al moment de signar la pau, que fou presentat al general Charles de Gaulle. Segons Yann Fouéré, el pla era molt proper, en esperit, al que el Comitè Consultiu de Bretanya havia presentat el 1943 a Philippe Pétain. Els dos plans foren rebutjats.

## Publicacions
- Ar Brezoneg er skol. Enseigner le breton, Exigence bretonne, Rennes, 1938